# Serie A 1988/1989
Soutěžní ročník Serie A 1988/89 byl 87. ročník nejvyšší italské fotbalové ligy a 57. ročník od založení Serie A. Soutěž začala 9. října 1988 a skončila 25. června 1989. Účastnilo se jí již nově 18 týmů z toho 14 se kvalifikovalo z minulého ročníku. Poslední dva týmy předchozího ročníku, jimiž byli US Avellino a Empoli FC sestoupili do druhé ligy. Opačným směrem putovali čtyři týmy, jimiž byli Bologna FC (vítěz druhé ligy), US Lecce, SS Lazio a Atalanta BC.
Titul v soutěži obhajoval klub Milán AC, který v minulém ročníku získal své 11. prvenství v soutěži.

## Přestupy hráčů
| Jméno                | odkud               | kam                      |  |
| -------------------- | ------------------- | ------------------------ |  |
| Frank Rijkaard       | Real Zaragoza       | Milán AC                 |  |
| Alemão               | Atlético Madrid     | SSC Neapol               |  |
| Lothar Matthäus      | Bayern Mnichov      | FC Inter Milán           |  |
| Andreas Brehme       | Bayern Mnichov      | FC Inter Milán           |  |
| Ramón Díaz           | AC Fiorentina       | FC Inter Milán           |  |
| Nicola Berti         | AC Fiorentina       | FC Inter Milán           |  |
| Daniel Passarella    | FC Inter Milán      | River Plate              |  |
| Enzo Scifo           | FC Inter Milán      | FC Girondins de Bordeaux |  |
| Alessandro Altobelli | FC Inter Milán      | Juventus FC              |  |
| Rui Barros           | FC Porto            | Juventus FC              |  |
| Oleksandr Zavarov    | FK Dynamo Kyjev     | Juventus FC              |  |
| Ian Rush             | Juventus FC         | FC Liverpool             |  |
| Massimo Bonini       | Juventus FC         | Bologna FC               |  |
| Amedeo Carboni       | AC Parma            | UC Sampdoria             |  |
| Dunga                | Pisa Calcio         | AC Fiorentina            |  |
| Roberto Pruzzo       | AS Řím              | AC Fiorentina            |  |
| Ruggiero Rizzitelli  | AC Cesena           | AS Řím                   |  |
| Renato Portaluppi    | Flamengo            | AS Řím                   |  |
| Claudio Caniggia     | River Plate         | AC Hellas Verona         |  |
| Preben Elkjær Larsen | AC Hellas Verona    | Vejle Boldklub           |  |
| Rubén Sosa Ardaiz    | Real Zaragoza       | SS Lazio                 |  |
| Tita                 | Bayer Leverkusen    | Pescara Calcio           |  |
| Stéphane Demol       | RSC Anderlecht      | Bologna FC               |  |
| Mario Been           | Feyenoord Rotterdam | Pisa SC                  |  |
| Müller               | São Paulo FC        | Turín Calcio             |  |
| Toni Polster         | Turín Calcio        | FC Sevilla               |  |

## Složení ligy v tomto ročníku
| Klub               | Město         | Stadión                        | Kapacita | Trenér | 1987/88          |
| ------------------ | ------------- | ------------------------------ | -------- | --- | ---------------- |
| Ascoli Calcio 1898 | Ascoli Piceno | Stadio Cino e Lillo Del Duca   | 40 000   | Ilario Castagner (do 10. kola) Eugenio Bersellini                                                                                            | 12.              |
| Atalanta BC        | Bergamo       | Stadio Comunale                | 43 000   | Emiliano Mondonico | Serie B          |
| Bologna FC         | Bologna       | Stadio Renato Dall'Ara         | 40 000   | Luigi Maifredi | Serie B          |
| AC Cesena          | Cesena        | Stadio Dino Manuzzi            | 35 900   | Alberto Bigon | 9.               |
| Como Calcio        | Como          | Stadio Giuseppe Sinigaglia     | 20 000   | Rino Marchesi (do 24. kola) Angelo Pereni | 11.              |
| AC Fiorentina      | Florencie     | Stadio Comunale                | 58 000   | Sergio Santarini + Sven-Göran Eriksson | 8.               |
| UC Sampdoria       | Janov         | Stadio Luigi Ferraris          | 57 800   | Narciso Pezzotti + Vujadin Boškov | 4.               |
| US Lecce           | Lecce         | Stadio Via del Mare            | 55 000   | Carlo Mazzone | Serie B          |
| FC Inter Milán     | Milán         | Stadio Giuseppe Meazza         | 83 000   | Giovanni Trapattoni | 5.               |
| Milán AC           | Milán         | Stadio Giuseppe Meazza         | 83 000   | Arrigo Sacchi |                  |
| SSC Neapol         | Neapol        | Stadio San Paolo               | 81 000   | Ottavio Bianchi | Stříbrná medaile |
| Pescara Calcio     | Pescara       | Stadio Adriatico               | 40 000   | Giovanni Galeone | 14.              |
| Pisa SC            | Pisa          | Stadio Arena Garibaldi         | 35 800   | Bruno Bolchi (do 21. kola) Angelo Pereni (do 25. kola) Lamberto Giorgis                                                                      | 13.              |
| SS Lazio           | Řím           | Stadio Olimpico                | 66 000   | Giuseppe Materazzi | Serie B          |
| AS Řím             | Řím           | Stadio Olimpico                | 66 000   | Angelo Benedicto Sormani + Nils Liedholm (do 18. kola) Luciano Spinosi + Luciano Lupi (do 22. kola) Angelo Benedicto Sormani + Nils Liedholm | Bronzová medaile |
| Juventus FC        | Turín         | Stadio Comunale Vittorio Pozzo | 71 000   | Dino Zoff | 6.               |
| Turín Calcio       | Turín         | Stadio Comunale Vittorio Pozzo | 71 000   | Luigi Radice (do 9. kola) Claudio Sala (do 29. kola) Sergio Vatta                                                                            | 7.               |
| AC Hellas Verona   | Verona        | Stadio Marcantonio Bentegodi   | 47 800   | Osvaldo Bagnoli | 10.              |

## Tabulka
| Poř. | Tým                | Z  | V  | R  | P  | VG | OG | B  |
| ---- | ------------------ | -- | -- | -- | -- | -- | -- | -- |
| 1.   | FC Inter Milán     | 34 | 26 | 6  | 2  | 67 | 19 | 58 |
| 2.   | SSC Neapol         | 34 | 18 | 11 | 5  | 57 | 28 | 47 |
| 3.   | Milán AC 1         | 34 | 16 | 14 | 4  | 61 | 25 | 46 |
| 4.   | Juventus FC        | 34 | 15 | 13 | 6  | 51 | 36 | 43 |
| 5.   | UC Sampdoria       | 34 | 14 | 11 | 9  | 43 | 25 | 39 |
| 6.   | Atalanta BC        | 34 | 11 | 14 | 9  | 37 | 32 | 36 |
| 7.   | AC Fiorentina 2    | 34 | 12 | 10 | 12 | 44 | 43 | 34 |
| 8.   | AS Řím 2           | 34 | 11 | 12 | 11 | 33 | 40 | 34 |
| 9.   | US Lecce           | 34 | 8  | 15 | 11 | 25 | 35 | 31 |
| 10.  | SS Lazio           | 34 | 5  | 19 | 10 | 23 | 32 | 29 |
| 11.  | AC Hellas Verona   | 34 | 5  | 19 | 10 | 18 | 27 | 29 |
| 12.  | Ascoli Calcio 1898 | 34 | 9  | 11 | 14 | 30 | 41 | 29 |
| 13.  | AC Cesena          | 34 | 8  | 13 | 13 | 24 | 39 | 29 |
| 14.  | Bologna FC         | 34 | 8  | 13 | 13 | 26 | 43 | 29 |
| 15.  | Turín Calcio       | 34 | 8  | 11 | 15 | 37 | 49 | 27 |
| 16.  | Pescara Calcio     | 34 | 5  | 17 | 12 | 28 | 43 | 27 |
| 17.  | Pisa SC            | 34 | 6  | 11 | 17 | 17 | 39 | 23 |
| 18.  | Como Calcio        | 34 | 6  | 10 | 18 | 24 | 49 | 22 |

Poznámky
- Z = Odehrané zápasy; V = Vítězství; R = Remízy; P = Prohry; VG = Vstřelené góly; OG = Obdržené góly; B = Body
- za výhru 2 body, za remízu 1 bod, za prohru 0 bodů.
- 1  klub Milán AC hrál PMEZ 1989/90 protože byl obhájce trofeje.
- 2  AC Fiorentina a AS Řím sehráli utkání (1:0) o místo v Poháru UEFA.

|  | Mistr a přímý postup do PMEZ 1989/90 |
|  | Přímý postup do PMEZ 1989/90         |
|  | Přímý Postup do Poháru UEFA 1989/90  |
|  | Přímý postup do Poháru PVP 1989/90   |
|  | Sestup do Serie B 1989/90            |

## Střelecká listina
Nejlepším střelcem tohoto ročníku Serie A se stal italský útočník Aldo Serena. Hráč FC Inter Milán vstřelil 22 branek.
| P.  | Nár         | Hráč              | Tým            | Branky |
| --- | ----------- | ----------------- | -------------- | ------ |
| 1.  | Itálie      | Aldo Serena       | FC Inter Milán | 22     |
| 2.  | Brazílie    | Careca            | SSC Neapol     | 19     |
| 2.  | Nizozemsko  | Marco van Basten  | Milán AC       | 19     |
| 4.  | Itálie      | Roberto Baggio    | AC Fiorentina  | 15     |
| 5.  | Itálie      | Gianluca Vialli   | UC Sampdoria   | 14     |
| 5.  | Itálie      | Stefano Borgonovo | AC Fiorentina  | 14     |
| 7.  | Itálie      | Andrea Carnevale  | SSC Neapol     | 13     |
| 8.  | Argentina   | Ramón Díaz        | FC Inter Milán | 12     |
| 8.  | Portugalsko | Rui Barros        | Juventus FC    | 12     |
| 10. | Itálie      | Massimo Agostini  | AC Cesena      | 11     |
| 10. | Brazílie    | Müller            | Turín Calcio   | 11     |

## Vítěz
| Serie A 1988/89 FC Inter Milán (13. titul) |